# Lovoa
Genre
Classification phylogénétique

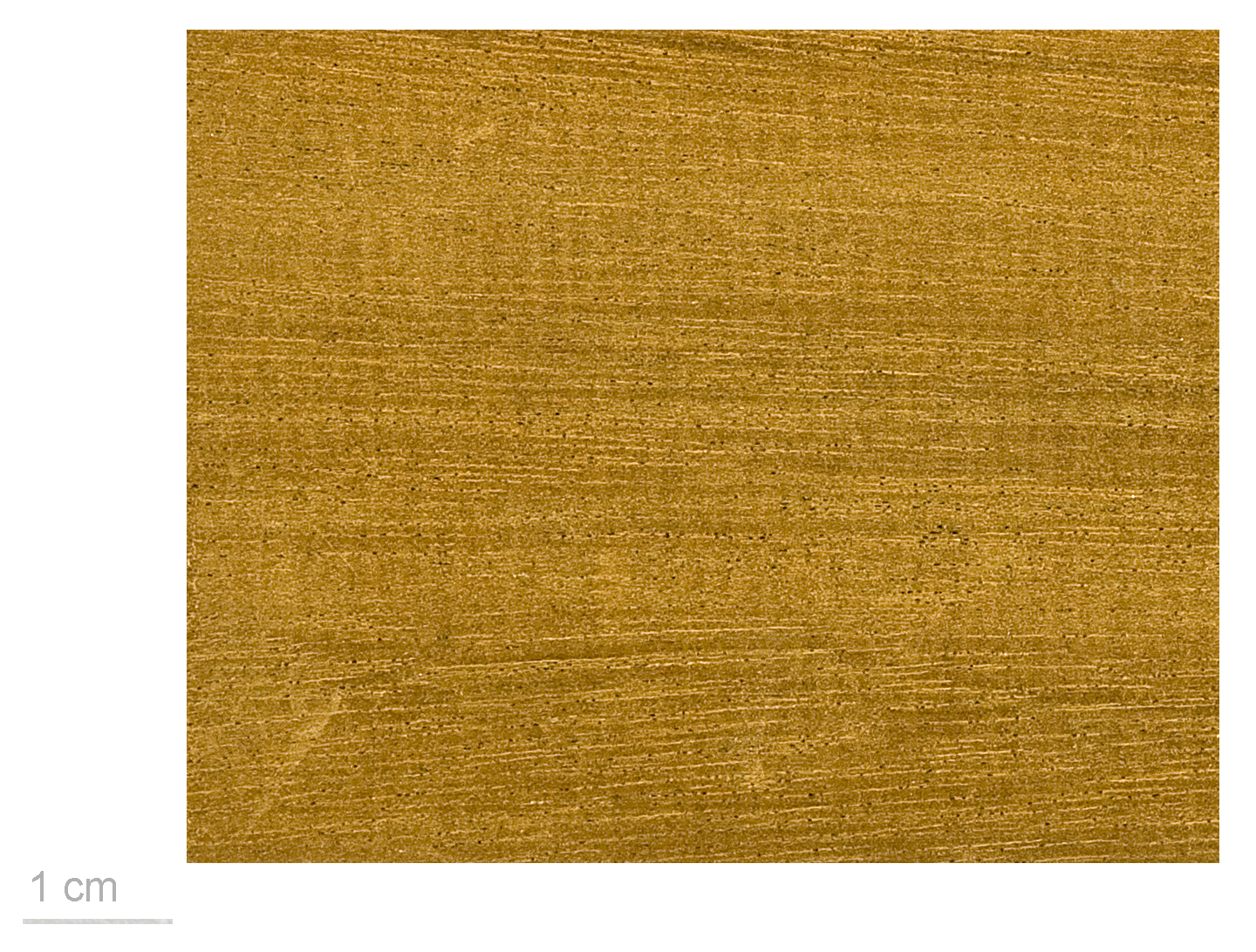
Lovoa trichilioides - Muséum de Toulouse

Lovoa est un genre d'arbres dicotylédones de la famille des Meliaceae.

## Liste d'espèces
- Lovoa swynnertonii Baker f.
- Lovoa trichilioides Harms